# Cambridge Four

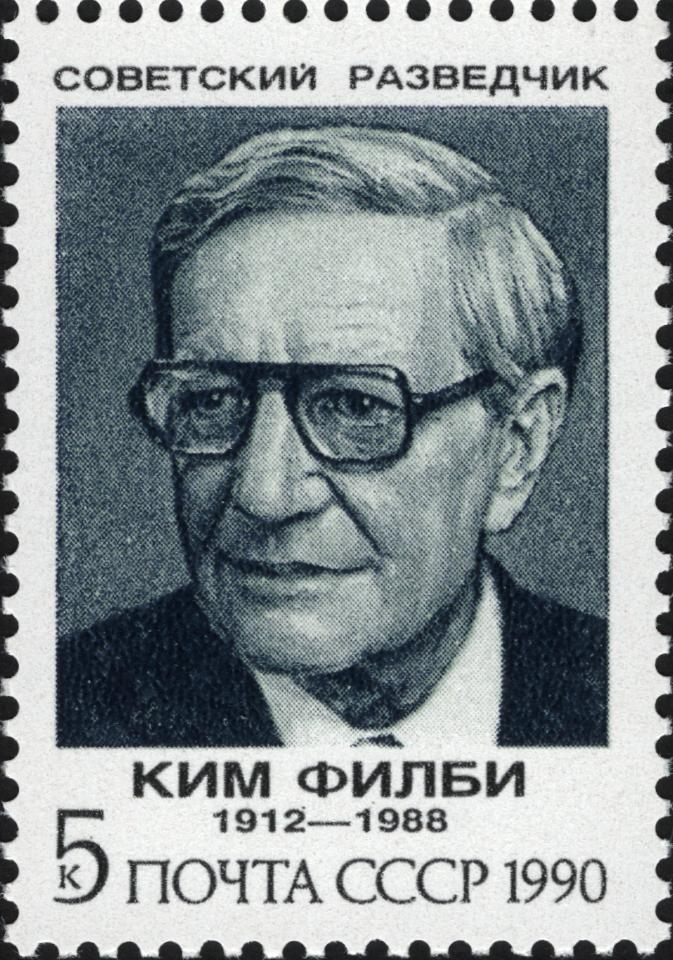
Kim Philby avbildad på ett sovjetiskt frimärke 1990

Cambridge Four (även benämnd Cambridge Five) var en spiongrupp i Storbritannien som förmedlade information till Sovjetunionen under andra världskriget och kalla kriget och var aktiv från 1930-talet till åtminstone början av 1950-talet. Ingen av de kända medlemmarna åtalades någonsin för spioneri. Gruppens antal och medlemsantal växte fram långsamt, från 1950-talet och framåt.
Allmänheten blev först medveten om konspirationen 1951 efter den plötsliga flykten av Donald Maclean (1913–1983, kodnamn Homer) och Guy Burgess (1911–1963, kodnamn Hicks) till Sovjetunionen. Misstankarna riktades omedelbart mot Kim Philby (1912–1988, kodnamn Sonny, Stanley), som så småningom flydde till Sovjetunionen 1963. Efter Philbys flykt fick den brittiska underrättelsetjänsten bekännelser från Anthony Blunt (1907–1983, kodnamn Johnson) och sedan John Cairncross (1913–1995, kodnamn Liszt), som har kommit att ses som de två sista i en grupp av fem. Deras inblandning hölls hemlig i många år: fram till 1979 för Blunt och 1990 för Cairncross. Namnet Cambridge Four utvecklades till att bli Cambridge Five efter att Cairncross namn lades till.
Gruppen rekryterades av NKVD under deras utbildning vid University of Cambridge på 1930-talet, men den exakta tidpunkten är omdiskuterad. Blunt hävdade att de inte rekryterades som agenter förrän efter att de hade tagit examen. Blunt var medlem av Trinity College och var flera år äldre än Burgess, Maclean och Philby. Han fungerade som talangspanare och rekryterare.
De fem var övertygade om att sovjetkommunismens marxism-leninism var det bästa tillgängliga politiska systemet och det bästa försvaret mot fascismen. Alla gjorde framgångsrika karriärer inom olika grenar av den brittiska regeringen. De vidarebefordrade stora mängder underrättelser till Sovjet, så till den grad att KGB började misstänka att åtminstone en del av dem var falska. Kanske lika viktig som de specifika statshemligheterna var den demoraliserande effekten på det brittiska etablissemanget av deras långsamma demaskering och den misstro mot brittisk säkerhet som detta orsakade i USA.
Många andra har också anklagats för medlemskap i Cambridge-ligan.

## Medlemskap
De följande fem försåg Sovjetunionen med underrättelser under sin NKVD-kontrollant, Jurij Modin, som senare rapporterade att den sovjetiska underrättelsetjänsten misstrodde dubbelagenterna i Cambridge under andra världskriget och hade svårt att tro att männen skulle ha tillgång till topphemliga dokument. De var särskilt misstänksamma mot Harold "Kim" Philby och undrade hur han kunde ha blivit en brittisk underrättelseofficer med tanke på hans kommunistiska förflutna. En rapport uppgav senare: "Ungefär hälften av de dokument som de brittiska spionerna skickade till Moskva lästes aldrig ens" på grund av sovjetisk paranoia. Icke desto mindre fick Sovjet en stor mängd hemlig information – 1 771 dokument från Blunt, 4 605 från Burgess, 4 593 från MacLean och 5 832 från Cairncross – från 1941 till 1945.

### Donald Maclean och Guy Burgess
Donald Maclean träffade Guy Burgess som student vid University of Cambridge i början av 1930-talet. Efter att båda inte höll med om idén om kapitalism rekryterades de av sovjetiska underrättelseagenter och blev hemliga agenter. Maclean började leverera information till de sovjetiska agenterna som medlem av utrikesdepartementet 1934. Burgess började också tillhandahålla information från olika positioner mellan 1936 och 1944, först som BBC-korrespondent, sedan som aktiv medlem av den brittiska underrättelsetjänsten och slutligen som anställd i utrikesdepartementet.

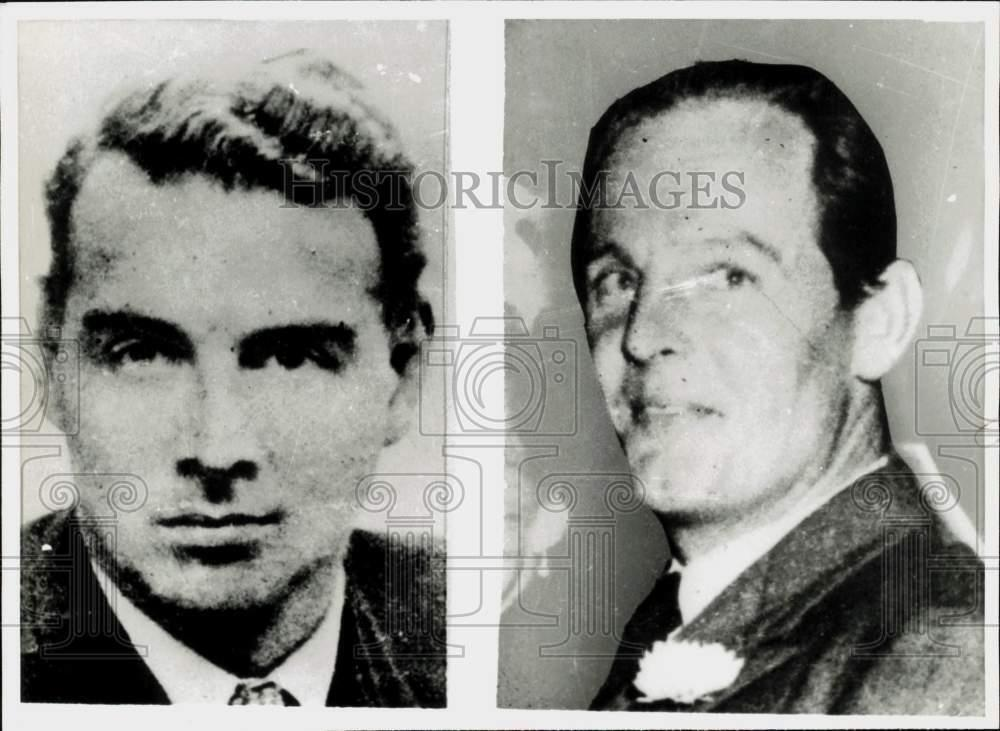
Guy Burgess och Donald Maclean

Maclean och Burgess sågs enligt uppgift av sina sovjetiska hanterare som "hopplösa fyllon" eftersom de hade svårt att hålla sina hemliga yrken för sig själva. Det sägs att Burgess en gång, när han var mycket berusad, av misstag tappade en av de hemliga filerna som han hade tagit från utrikesdepartementet när han lämnade en pub, vilket äventyrade hans andra identitet. Maclean var också känd för att ha läckt information om sina hemliga aktiviteter till sin bror och nära vänner. Men även om de kämpade för att hålla hemligheterna dolda, hindrade det dem inte från att leverera information; Burgess ska ha överlämnat omkring 389 topphemliga dokument till Sovjet i början av 1945, tillsammans med ytterligare 168 dokument i december 1949.
Mellan 1934 och 1951 förmedlade Maclean många hemligheter till Moskva. Bristen på upptäckt berodde på att den brittiska underrättelsetjänsten vägrade att lyssna på varningar från USA, "även efter att FBI hade konstaterat att en agent med kodnamnet Homer hade opererat inne på den brittiska ambassaden i Washington under kriget", enligt en recension av MacLeans biografi av Roland Philipps.
När Philby var stationerad på den brittiska ambassaden i Washington efter kriget fick han reda på att amerikanska och brittiska myndigheter letade efter en mullvad (kodnamn Homer) på den brittiska ambassaden som vidarebefordrade information till Sovjet och förlitade sig på material som avslöjats av Venonaprojektet. Han fick också veta att en av de misstänkta var Maclean. Han insåg att han var tvungen att agera snabbt och beordrade Burgess, som också var anställd på ambassaden och bodde tillsammans med Philby, att varna Maclean i England. Burgess kallades hem från USA på grund av "dåligt uppförande" och när han anlände till London varnade han Maclean.
Burgess och Maclean försvann sommaren 1951 och tillbringade större delen av de följande fyra åren i hemlighet i Kujbysjev i Ryska SFSR. Det var under en tid oklart var de befann sig och deras avhopp bekräftades inte förrän 1956 när de två framträdde på en presskonferens i Moskva. Även om det inte var meningen att Burgess skulle hoppa av samtidigt som Maclean, har det hävdats att han hade beordrats att göra det av sina kontrollanter i Moskva. Flytten väckte omedelbart misstankar mot Philby på grund av hans nära koppling till Burgess. Många spekulerar i att om avhoppet hade gått till på ett annat sätt så hade Philby kunnat klättra ännu högre inom den brittiska underrättelsetjänsten.
År 2019 hedrade Ryssland Burgess och Maclean i en ceremoni; En minnestavla fästes på byggnaden där de hade bott på 1950-talet. Chefen för Rysslands utrikesunderrättelsetjänst (SVR) berömde duon på sociala medier för att "ha försett den sovjetiska underrättelsetjänsten med den viktigaste informationen i mer än 20 år, [gjort] ett betydande bidrag till segern över fascismen, skyddet av våra strategiska intressen och säkerställandet av vårt lands säkerhet".
En bokrecension i The Guardian av Stewart Purvis och Jeff Hulberts biografi om Burgess innehöll följande slutsats: "[lämnar] oss ännu mer förvånade över att en sådan illaluktande, tilltufsad, lögnaktig, promiskuös, berusad slusk kunde tränga in i hjärtat av etablissemanget utan att någon tydligen märkte att han också var en sovjetisk mästerspion". Andrew Lownies biografi över Burgess, Stalin's Englishman: The Lives of Guy Burgess, hävdar att han kanske var den mest inflytelserika av alla medlemmar av Cambridge Five.

### Kim Philby

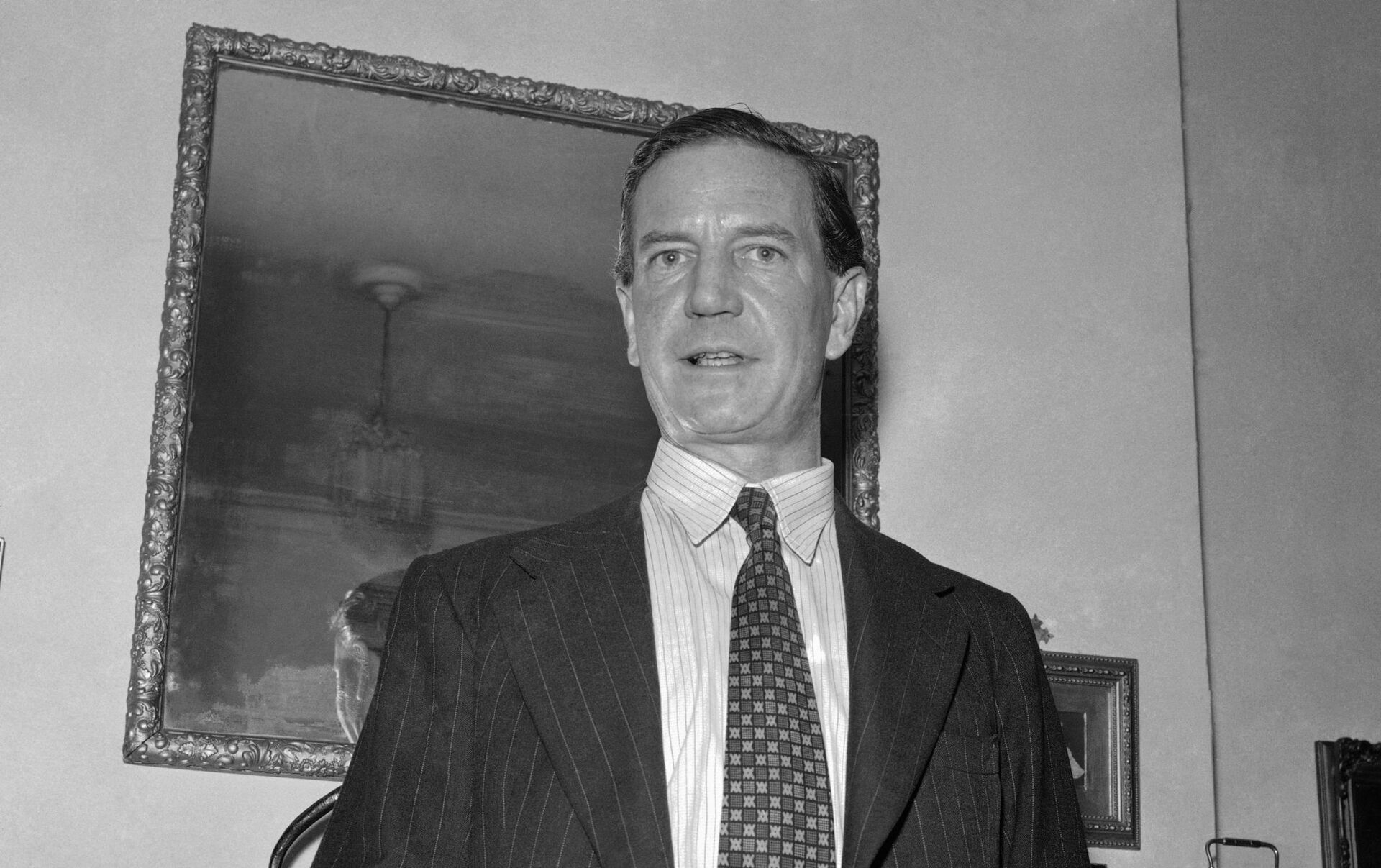
Kim Philby 1955

Harold "Kim" Philby var en högt uppsatt officer i Storbritanniens hemliga underrättelsetjänst, känd som MI6, som började spionera för Sovjetunionen 1934. Han var känd för att ha överlämnat mer än 900 brittiska dokument till NKVD och dess efterträdare KGB. Han tjänstgjorde som dubbelagent.
Efter Macleans och Burgess flykt fann en undersökning av Philby flera misstänkta saker, men inget som han kunde åtalas för. Trots detta tvingades han avgå från MI6. År 1955 namngavs han i pressen, och frågor ställdes också i underhuset, som huvudmisstänkt för "den tredje mannen" och han kallade till en presskonferens för att förneka anklagelserna. Samma år uteslöts Philby som misstänkt när den brittiske utrikesministern Harold Macmillan friade honom från alla anklagelser.
I slutet av 1950-talet lämnade Philby Secret Service och började arbeta som journalist i Mellanöstern, där han skrev för The Economist och The Observer. MI6 anställde honom sedan igen vid ungefär samma tidpunkt för att tillhandahålla rapporter från den regionen.
1961 lämnade avhopparen Anatolij Golitsyn information som pekade mot Philby. En MI6-officer och vän till Philby från hans tidigare MI6-dagar, Nicholas Elliott, skickades 1963 för att intervjua honom i Beirut och rapporterade att Philby verkade veta att han skulle komma (vilket tyder på att det fanns ännu en mullvad i MI6). Ändå ska Philby ha erkänt för Elliott.
Kort därefter, tydligen av rädsla för att bli bortförd i Libanon, hoppade Philby av till Sovjetunionen i skydd av natten ombord på ett sovjetiskt fraktfartyg. Under de första sju åren i Moskva satt han i husarrest eftersom Sovjet var oroliga för att han skulle hoppa av tillbaka till väst. Enligt en artikel i The New York Times fick han ingen rang eller något ämbete. Faktum är att "för det mesta var Philby utfryst, hans förslag ignorerades ... Detta förstörde hans liv". Efter sin död tilldelades Philby dock ett antal medaljer av Sovjet.

### Anthony Blunt
Anthony Blunt var en före detta inspektör av King's Pictures och senare Queen's Pictures för den kungliga konstsamlingen. Han tjänstgjorde som MI5-medlem och försåg KGB med hemlig information, samtidigt som han varnade sina medagenter för visst kontraspionage som potentiellt kunde utsätta dem för fara.
År 1964 fick MI5 information från amerikanen Michael Whitney Straight som pekade på Blunts spionage. De två hade känt varandra i Cambridge ungefär trettio år tidigare och Blunt rekryterade Straight som spion. Blunt förhördes av MI5 och erkände i utbyte mot åtalsimmunitet. Eftersom han – 1964 – inte hade tillgång till hemligstämplad information hade han i hemlighet beviljats immunitet av justitiekanslern i utbyte mot att han avslöjade allt han visste. Peter Wright, en av Blunts förhörsledare, beskriver i sin bok Spycatcher hur Blunt var undvikande och bara motvilligt gjorde erkännanden, när han konfronterades med det obestridliga.
År 1979 anklagades Blunt offentligt för att vara en sovjetisk agent av den undersökande journalisten Andrew Boyle i hans bok Climate of Treason. I november 1979 erkände premiärminister Margaret Thatcher för underhuset att Blunt hade erkänt att han var sovjetisk spion femton år tidigare. Termen "Five" började användas 1961, när KGB-avhopparen Anatoliy Golitsyn namngav Maclean och Burgess som en del av en "Ring of Five", med Philby som en "trolig" tredje, tillsammans med två andra agenter som han inte kände. Av all den information som Golitsyn tillhandahöll var den enda punkt som någonsin oberoende bekräftades John Vassalls sovjetiska anknytning. Vassall var en relativt lågrankad spion som vissa forskare tror kan ha offrats för att skydda en mer senior.
Vid tiden för Golitsyns avhopp hade Philby redan anklagats i pressen och bodde i Beirut i Libanon, ett land som inte hade något utlämningsavtal med Storbritannien. Utvalda medlemmar av MI5 och MI6 visste redan att Philby var en spion från Venona-projektets dekrypteringar. Golitsyn tillhandahöll också annan information, såsom påståendet att Harold Wilson (då premiärminister) var en KGB-agent. Golitsyns tillförlitlighet är fortfarande ett kontroversiellt ämne och därför är det föga säkert hur många agenter han tillskrev spionringen i Cambridge. För att öka förvirringen ytterligare, när Blunt till slut erkände, namngav han flera andra personer som hade rekryterats av honom.
Blunt skrev sina memoarer men insisterade på att de inte skulle släppas förrän 25 år efter hans död. De offentliggjordes av British Library 2009. Manuskriptet visade att han ångrade att han hade lämnat information till Sovjet på grund av hur det så småningom påverkade hans liv, att han trodde att regeringen aldrig skulle avslöja hans förräderi och att han hade avfärdat självmord som "fegt". Historikern Christopher Andrew kände att ångern var ytlig och att han fann en "ovilja att erkänna det onda han hade tjänat genom att spionera för Stalin".

### John Cairncross
John Cairncross var känd som en brittisk litteraturvetare tills han senare identifierades som en sovjetisk atomspion. Medan han var tjänsteman i utrikesdepartementet rekryterades han 1937 av James Klugmann för att bli sovjetisk spion. Han flyttade till finansdepartementet 1938 men flyttade återigen till regeringskansliet 1940 där han tjänstgjorde som privatsekreterare åt Sir Maurice Hankey, kansler för hertigdömet Lancaster vid den tiden. I maj 1942 gick han över till den brittiska kryptoanalysbyrån Government Code and Cypher School i Bletchley Park och sedan 1943 till MI6. Efter andra världskriget sägs det att Cairncross läckte information om den nya NATO-alliansen till Sovjet.
På grundval av den information som Golitsyn lämnade rasade spekulationer under många år om identiteten på den "femte mannen". Den journalistiska populariteten för denna fras beror till viss del på de orelaterade romanerna Den tredje mannen och Den tionde mannen, skrivna av Graham Greene som av en slump arbetade med Philby och Cairncross under andra världskriget. Cairncross erkände att han hade varit spion för Sovjet i ett möte med MI6 1964 som hölls hemligt i några år. Han beviljades åtalsimmunitet.
Allmänheten blev dock medveten om hans förräderi i december 1979 när Cairncross gjorde en offentlig bekännelse till journalisten Barrie Penrose. Nyheten fick stor publicitet, vilket fick många att anta att han i själva verket var den "femte mannen". Detta bekräftades 1989 av KGB-agenten Oleg Gordievskij som hade hoppat av till Storbritannien. Hans beteckning som den femte mannen bekräftades också i den före detta KGB-agenten Yuri Modins bok som publicerades 1994: My Five Cambridge Friends: Burgess, Maclean, Philby, Blunt, and Cairncross.
Cairncross anses inte alltid ha varit en del av "Ring of Five". Trots att han studerade vid universitetet i Cambridge kände han bara Blunt, som vid den tiden undervisade i moderna språk. År 1934, när Cairncross anlände till Cambridge, hade de andra tre medlemmarna i ringen redan tagit examen.
"Den viktigaste agenttalangen som Blunt upptäckte var den femte mannen, John Cairncross från Trinity. Tillsammans med Philby, Burgess, Blunt och Maclean är han ihågkommen av Center (KGB:s högkvarter i Moskva) som en av de Magnificent Five, den skickligaste gruppen av utländska agenter i KGB:s historia. Även om Cairncross är den siste av de fem som blivit offentligt identifierad, lyckades han tränga in i en större variation av maktens och intelligensens korridorer än någon av de andra fyra."
– Christopher Andrew och Oleg Gordievsky, KGB, The Inside Story. "Kapitel 6: Sigint, Agent Penetration och de magnifika fem från Cambridge (1930-39)"
Denna referens tyder på att KGB själv erkände Cairncross som den femte mannen (som Gordievskij hittade när han forskade i KGB:s historia).
Några källor tror dock att den "femte mannen" var Victor Rothschild, 3:e baron Rothschild. I sin bok The Fifth Man hävdar Roland Perry detta påstående. Efter att boken publicerats förnekade den tidigare KGB-chefen Yuri Modin att han någonsin hade namngett Rothschild som "någon form av sovjetisk agent". Modins egen boktitel klargör namnet på alla fem i spiongruppen i Cambridge: Mina fem vänner i Cambridge: Burgess, Maclean, Philby, Blunt och Cairncross av deras KGB-kontrollant. Eftersom Rothschild hade avlidit före publiceringen av Perrys bok, kunde familjen inte inleda en förtalsprocess.
I en intervju med The Mail on Sunday 1991 förklarade Cairncross hur han hade vidarebefordrat information till Moskva under andra världskriget och skrutit om att det "hjälpte Sovjet att vinna slaget (slaget vid Kursk) mot tyskarna". Cairncross såg inte sig själv som en av de fem i Cambridge, och insisterade på att den information han skickade till Moskva inte var skadlig för Storbritannien och att han hade förblivit lojal mot sitt hemland. Till skillnad från många andra spioner fick han aldrig i uppdrag att vidarebefordra information till Moskva.

### Försök till mörkläggning
Av okänd anledning informerades inte premiärminister Alec Douglas-Home om Anthony Blunts spioneri, även om drottningen och inrikesministern Henry Brooke informerades. Det var först i november 1979 som den dåvarande premiärministern Margaret Thatcher formellt informerade parlamentet om Blunts förräderi och det immunitetsavtal som hade arrangerats 15 år tidigare.
En artikel i The Guardian från 2015 diskuterade "400 topphemliga dokument som har släppts vid National Archives" och indikerade att MI5 och MI6 hade arbetat flitigt för att förhindra att information om de fem skulle avslöjas, "till den brittiska allmänheten och till och med till den amerikanska regeringen". En recension från 2016 av en ny bok om Burgess tillade att "mer än 20 procent av filerna som rör spionerna, av vilka de flesta hoppade av för mer än 50 år sedan, förblir stängda". Sammanfattningsvis konstaterade granskningen att "utrikesdepartementet, MI6 och MI5 har alla ett intresse av att mörklägga, för att skydda sig själva från enorm förlägenhet" och att "mer av skattebetalarnas pengar spenderas av Whitehalls tjänstemän i det fåfänga försöket att hålla filerna bakom lås och bom för alltid".
Enligt 30-årsregeln skulle de 400 handlingarna ha gjorts tillgängliga flera år tidigare. Särskilt förvånande var det att 20 procent av informationen redigerades eller inte lämnades ut. I en nyhetsnotis vid den tiden stod det att "det är uppenbart att den fullständiga historien om Cambridgespionerna ännu inte har kommit fram". En sammanfattning av dokumenten visade att de visade att "passivitet och inkompetens från myndigheternas sida gjorde det möjligt för Guy Burgess och Donald Maclean att fly till Moskva".
Ytterligare hemliga filer släpptes slutligen till Riksarkivet 2020. De indikerade att regeringen avsiktligt hade bedrivit en kampanj för att hålla Kim Philbys spioneri konfidentiellt, "för att minimera politisk förlägenhet" och förhindrade publiceringen av hans memoarer, enligt en rapport från The Guardian. Icke desto mindre publicerades informationen 1967 när Philby gav en intervju till journalisten Murray Sayle från The Times. Philby bekräftade att han hade arbetat för KGB och att "hans syfte i livet var att förgöra imperialismen". Detta avslöjande väckte oro för att Blunts spioneri också skulle avslöjas för allmänheten.

### Påstådda ytterligare medlemmar
Blunt och Burgess var båda medlemmar i University Pitt Club och Cambridge Apostles, exklusiva hemliga sällskap vid Cambridge University. Andra apostlar har misstänkts för att ha spionerat för Sovjet.
Vissa forskare tror att spionringen hade fler än fem, eller olika, medlemmar. Flera av följande har påståtts vara möjliga sovjetiska spioner:
- Roger Hollis, generaldirektör för MI5 från 1956 till 1965, anklagades för att vara den (dåvarande) femte mannen av sin underordnade Peter Wright i sin ökända självbiografi Spycatcher 1987, 14 år efter Hollis död.[34] Journalisten Chapman Pincher hade gjort samma anklagelse 1981. Dessa anklagelser har avfärdats av andra journalister och historiker.[33][35]
- Baron Rothschild namngavs av Roland Perry i hans bok The Fifth Man.[36] Enligt Spycatcher hade Rothschild varit vän med Burgess som student och hade ursprungligen ägt hyreskontraktet på ett hus vid Welbeck Street, No. 5 Bentinck Street, där Blunt och Burgess båda bodde under kriget.[37] Detta ska ha bekräftats av Yuri Modin, den påstådda kontrollanten av de fem, som – enligt Perry – hade hävdat att Cairncross aldrig var en del av gruppen.[38] Men i en recension av Perrys bok påpekade kommentatorn Sheila Kerr att så snart boken kom ut förnekade Modin Perrys version av deras diskussioner (efter att redan ha sagt att den femte mannen var Cairncross) och drog slutsatsen att "Perrys fall mot Rothschild är föga övertygande på grund av tvivelaktiga källor och slappa metoder".[39]
- Michael Straight var en misstänkt Cambridge-apostel och självutnämnd spion.[32]
- Leonard Henry (Leo) Long anklagades av Blunt 1964. Blunt hävdade att han hade rekryterat Long till den kommunistiska saken medan Blunt var hans handledare i Cambridge. Long tjänstgjorde som underrättelseofficer vid MI14 från 1940 till 1945, och senare vid den brittiska delen av den allierade kontrollkommissionen i det ockuperade Tyskland från 1945 till 1952. Analyser som gjorts sedan länge men inte originalmaterial som rör östfronten till Blunt.[40] Blunt hade också samröre med andra personer från Cambridge som senare blev inblandade i spionage (Michael Straight, Peter Ashby, Brian Simon), men de betraktas i allmänhet som mindre figurer jämfört med "Cambridge Five".
- Guy Liddell var en MI5-officer och var nära att bli chef för tjänsten, men förbigicks på grund av rykten om att han var en dubbelagent. Han gick i förtidspension från MI5 1953 efter att han utretts för sina personliga kopplingar till Philby. Han anklagades för att ha varit den "femte mannen" av Goronwy Rees som en del av Rees bekännelse 1979. Den akademiska konsensusen är att han var naiv i sina vänskapsrelationer snarare än en spion. [källa behövs]
- Andrew Gow: I sina memoarer som publicerades 2012 föreslog Brian Sewell att Gow var den "femte mannen" och spionmästaren i gruppen.[41][42]  Detta förslag tillbakavisades senare av Anthony Powell.[43]
- Wilfrid Basil Mann: Mann hade vid flera tillfällen anklagats för att vara den "femte mannen", baserat på rykten om tidigare arbete på ambassaden och likheten mellan hans namn och "Basil" i Boyles kodnamn.[44] I sina memoarer hävdade Mann med hjälp av samtida korrespondens, publikationer och verifierade passanteckningar att han var oförmögen att ha arbetat med Donald Maclean på den brittiska ambassaden. Som en del av sin anställning på Bureau of Standards genomgick Mann en intensiv säkerhetskontroll och fick ett "Q"-godkännande på högsta nivå från U.S. Atomic Energy Commission.[45]

## I populärkulturen

### Böcker
- Mullvaden (New York, 1974). John le Carrés roman om sina erfarenheter av de avslöjanden på 1950- och 1960-talen som avslöjade de fem förrädarna i Cambridge.
- En perfekt spion, av John Le Carré (New York 1986). Händelser i karaktären Magnus Pyms liv är delvis baserade på Kim Philbys liv och karriär.
- From Russia with Love av Ian Fleming innehåller flera referenser till Burgess och Maclean, medan sovjetiska karaktärer diskuterar då samtida spionrelaterade skandaler. I kapitel 11 säger James Bond själv att det som behövs i atomåldern är den "intellektuella spionen", innan han direkt nämner det förrädiska paret, även om han medger att han bara gör det för att irritera en överordnad.
- Den omutbara av John Banville. Karaktären Victor Maskell verkar vara en kombination av Anthony Blunt och poeten Louis MacNeice.
- I Alan Moores grafiska roman The League of Extraordinary Gentlemen: Black Dossier finns det en motsvarighet till Cambridge Five som består av de berömda fem från Greyfriars School, inklusive Harry Wharton, som blev Big Brother; Bob Kim Cherry (uppkallad efter Kim Philby), som också var känd som Harry Lime och senare M eller Mother; Francis Alexander Waverly (möjligen tidigare känd som Frank Nugent); och Sir John Night (möjligen tidigare känd som John Bull).
- The Fourth Protocol, en roman av Frederick Forsyth, använder en fiktiv Kim Philby som en central karaktär, som konspirerar för att smuggla ett bärbart kärnvapen till Storbritannien.
- Burgess, Maclean och Philby dyker upp i Doctor Who: Eighth Doctor Adventures-romanen Endgame, som handlar om deras avhopp till Ryssland.
- Oskulden, en roman av Ian McEwan, handlar om en spiontunnel som Sovjet upptäcker men till en början inte avslöjar, liknande Philby-tunneln.
- Philby medverkar i Den andra kvinnan i Gabriel Allon-serien av författaren Daniel Silva.
- Handlingen i Charles Cummings roman från 2011, The Trinity Six, bygger på premissen att det fanns en sjätte spion och att hans existens döljs av MI6.

### TV
- The Hour (TV-serie från BBC)
- Dennis Potters TV-pjäs Traitor (1971) är ett spiondrama som TV-film som handlar om en central karaktär vid namn Adrian Harris (John Le Mesurier) som intervjuas i sin lägenhet i Moskva av västerländska tidningsreportrar, ivriga att få historien om hans avhopp. Harris verkar vara en sammansättning av Philby, Burgess och Maclean. Potter återvände senare till liknande territorium med Blade on the Feather (1980), inspirerad av demaskeringen av Anthony Blunt, även om huvudpersonen Jason Cavendish (Donald Pleasence) i detta drama tydligt är modellerad efter Philby. Philby blir senare namngiven som sportreporter på The Daily Telegraph i Potter's Lipstick on Your Collar (1993), och verkar ge insidertips om hästkapplöpningar till tjänstemän på krigsministeriet.
- Channel 4:s utbildningsprogram KNTV har en karaktär som heter Burgess MacPhilbin, som ger information till tonåringar i form av en spiondossier.
- Philby, Burgess and Maclean var en dramadokumentär från 1977 i Granada Television för ITV,[46][47] som sändes 2007 med Derek Jacobi som Burgess.[48]
- Tinker Tailor Soldier Spy, en amerikansk miniserie från 1979 baserad på John le Carrés roman
- An Englishman Abroad, 1983 års dramatisering av Burgess in Russia av Alan Bennett i regi av John Schlesinger. Alan Bates spelar Burgess.
- Blunt: The Fourth Man, TV-drama från 1987 med Anthony Hopkins som Guy Burgess och Ian Richardson som Anthony Blunt.
- Cambridge Spies, BBC-drama från 2003 med Toby Stephens som Kim Philby, Tom Hollander som Guy Burgess, Rupert Penry-Jones som Donald Maclean, Samuel West som Anthony Blunt och Alastair Galbraith som John Cairncross.
- Samuel West repriserar sin roll som Anthony Blunt från Cambridge Spies i The Crown 2019, i avsnittet "Olding" i säsong tre.
- A Spy Among Friends är en fiktionaliserad anpassning av Ben Macintyres fackbok med samma namn, en serie i sex delar som ursprungligen streamades på ITVX 2022 och sändes på ITV 2023. Berättelsen, som har utökats med påhittade scenarier utöver den kända historien, kretsar kring Kim Philbys flykt 1963 och skildrar Macintyres spekulationer om att Philby tilläts fly av sin vän Nicholas Elliott i utbyte mot att han berättade för MI6 om Blunt. Efter att Philby anlänt till Moskva trodde CIA:s James Jesus Angleton till en början att han arbetade för honom, Angleton, som en "trippelagent". Med Guy Pearce som Philby, Damian Lewis som Elliott, Nicholas Rowe som Blunt och Adrian Edmondson som Sir Roger Hollis.

### Film
- Spionen som levde två gånger, film från 1983 med Laurence Olivier och Michael Caine. Caine spelar en karaktär vid namn Philip Kimberley som återvänder till England efter sitt avhopp.
- Ett annat land, 1984 års version av en pjäs av Julian Mitchell.
- A Different Loyalty, film från 2004 regisserad av Marek Kanievska, är inspirerad av Kim Philbys affär och efterföljande äktenskap med Eleanor Brewer, samt händelser som ledde fram till hans avhopp.
- Tinker, Tailor, Soldier, Spy, 2011 filmatisering av John le Carrés roman
- The Imitation Game, biopic från 2014 om Alan Turing, inkluderar Allen Leech som John Cairncross; Burgess och Maclean nämns i förbigående.

### Teater
- A Question of Attribution, 1988 års dramatisering av Blunts tid som Keeper of the Queen's Pictures; och The Old Country, en pjäs från 1977 om en fiktiv Philby-liknande spion i exil, båda av Alan Bennett.
- Another Country, pjäs från 1981 löst baserad på Guy Burgess liv av Julian Mitchell.
- År 2009 skrev Michael Dobbs en kort pjäs, Turning Point, för en serie direktsända TV-pjäser på kanalen Sky Arts. Pjäsen är baserad på ett möte 1938 mellan en ung Guy Burgess och Winston Churchill, och i pjäsen uppmanar Burgess Churchill att bekämpa den brittiska regeringens eftergiftspolitik. I direktsändningen spelades Burgess av Benedict Cumberbatch.[49]
- Kim Philby dyker upp som en av de centrala antagonisterna i William F. Buckleys roman Last Call for Blackford Oakes från 2005.
- Single Spies av Alan Bennett är en publikation i en volym som innehåller An Englishman Abroad och A Question of Attribution, den förstnämnda anpassad för scenen från TV-filmen.[50]

### Musik
- "Philby", en komposition från 1979 av den irländske bluesrockmusikern Rory Gallagher och hans album Top Priority.